# زوبارفسکایا
زوبارفسکایا (به لاتین: Zubarevskaya) یک منطقهٔ مسکونی در روسیه است که در استان آرخانگلسک واقع شده‌است.